# 산타르칸젤로디로마냐

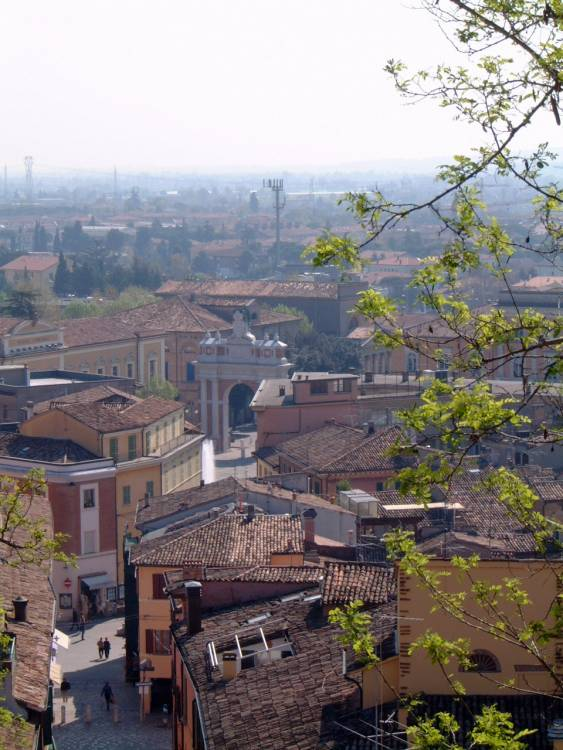
산타르칸젤로디로마냐

산타르칸젤로디로마냐(이탈리아어: Santarcangelo di Romagna)는 이탈리아 에밀리아로마냐주 리미니도에 위치한 코무네로 면적은 45km2, 높이는 42m, 인구는 21,320명(2009년 기준), 인구 밀도는 470명/km2이다.